# Ateneo (poeta)
Ateneo (in greco antico: Ἀθήναιος?, Athénaios; ... – ...) è stato un poeta greco antico, autore di epigrammi.